# Ascea
Ascea é uma comuna italiana da região da Campania, província de Salerno, com cerca de 5.341 habitantes. Estende-se por uma área de 37 km², tendo uma densidade populacional de 144 hab/km². Faz fronteira com Casal Velino, Castelnuovo Cilento, Ceraso, Pisciotta, San Mauro la Bruca.

## Demografia
| Variação demográfica do município entre 1861 e 2011                               |
|                                                                                   |
| Fonte: Istituto Nazionale di Statistica (ISTAT) - Elaboração gráfica da Wikipedia |